# 아스달 연대기
《아스달 연대기》는 2019년 6월 1일부터 2019년 9월 22일까지 방영된 tvN 토일 드라마이다.

## 설명
태고의 땅 아스에서 서로 다른 전설을 써가는 영웅들의 운명적 이야기.

## 등장 인물

### 주요 인물
- 장동건 : 타곤 역 (아역 : 문우진, 정제원) - 새녘족 족장인 산웅의 아들. 아스달의 전쟁 영웅으로, 사람과 뇌안탈의 20년 대 전쟁을 승리로 이끈 ‘아스달의 지배자', 이그트이다.

- 송중기 : 은섬 / 사야 역 (아역 : 김예준) - 와한족. 사람인 아사혼과 뇌안탈인 라가즈의 혼혈(이그트). 재앙의 별이라 불리는 푸른 객성의 기운을 타고 난 ‘아스달의 이방인’.

- 김지원 : 탄야 역 (아역 : 허정은) - 와한족의 씨족 어머니 후계자이자 열손의 딸. 재앙의 별이라고 불리는 푸른 혜성의 기운을 안고 태어난 ‘예언의 소녀’. 와한의 수호자이자 당그리(당골, 샤먼)

- 김옥빈 : 태알하 역 - 해씨 가문의 장녀이자 미홀의 딸. 아스달 최초의 태후

### Part.1 예언의 아이들

#### 새녘족 & 대칸
- 김의성 : 산웅 역 - 젊은 나이에 부족 연맹장 지위에 오른 새녘족의 족장이자 타곤의 아버지

- 박해준 : 무백 역 - 소수 부족인 물길족 출신의 대칸 부대의 2인자로, 타곤이 연맹장이 된 후에는 군검부의 수장이 되는 인물

- 박병은 : 단벽 역 - 산웅의 아들이자 타곤의 이복동생으로 새녘족의 어라하(족장)후계자. 아스달 연맹의 치안과 안전을 책임지는 위병단 총관

- 박형수 : 길선 역 - 흰산족 출신의 대칸 부대 전사, 현재 위병단의 단장

- 최영준 : 연발 역 - 대칸부대의 전사

- 이호철 : 기토하 역 - 대칸부대의 전사. 흰산족 출신으로 사람으로선 믿어지지 않는 힘을 지녔고 무술도 뛰어난 편

- 황희 : 무광 역 - 대칸부대의 전사, 무백의 동생

- 기도훈 : 양차 역 - 대칸부대의 전사. 침묵의 벌을 받고 있는 중

- 송유택 : 박량풍 역 - 대칸부대의 전사. 소수 부족 출신으로는 드물게 제관 수련까지 받음

- 이황의 : 대대 역 - 연맹궁의 필경장. 연맹국에서 일어나는 일들을 기록하는 필경사들의 우두머리이며 행정 관료

- 황민호 : 소당 역 - 위병단의 1단장으로, 길선과는 어린 시절 친구

- 김정우 : 편미 역 - 위병단의 2단장으로, 역시 길선, 소당과는 어린 시절 친구

#### 흰산족
- 이도경 : 아사론 역 - 흰산족의 족장이자 아스달의 제의와 제례를 주관하는 대제관

- 손숙 : 아사사칸 역 - 아사 가문의 일원이자 흰산의 어머니. 아사론보다 높은 지위에 있는 존재

- 서은아 : 아사못 역 - 아사 가문의 일원이자 신녀장. 아사론의 오른팔

- 장률 : 아사욘 역 - 아사 가문의 일원이자 제관

- 박지원 : 아사무 역 - 아사 가문의 일원이자 무녀

- 추자현 : 아사혼 역 (특별출연) - 은섬·사야의 어머니

#### 해족
- 조성하 : 해미홀 역 - 해족 족장이자 태알하의 아버지

- 윤사봉 : 해투악 역 - 태알하의 최측근 하호, 전사

- 박성연 : 해여비 역 - 태알하의 최측근 하호

- 배기범 : 해흘립 역 - 해족의 필경사이자 미홀의 정보수집책

- 미상 : 해알영 역 - 해족의 필경관장. 불의 성채의 필경관은 5000개 이상의 죽간과 가죽 책을 보유

- 홍지희 : 해가온 역 - 해족의 농경기술자. 모든 작물의 종자 계보를 꿰고 있을 만큼 뛰어난 두뇌와 해박한 지식을 가짐

- 임진웅 : 해까닥 역 - 해족의 청동기술자

- 차성제 : 해때문 역 - 해까닥의 어린 아들

- 전수연 : 해양우 역 - 매혼제를 만들 수 있는 유일한 기술자

#### 바치두레
- 조승연 : 하림 역 - 흰산족 출신 아스달 최고의 약바치(의사)

- 하승리 : 채은 역 (아역 : 진서율) - 하림의 딸. 아스달의 약바치. 제사를 담당하는 흰산족의 일원

- 안혜원 : 눈별 역 - 채은의 동생

- 윤여진 : 스천 역 - 소수부족 출신의 약전 하호

- 류시현 : 모명진 역 - 약전 하호. 흰산족 출신의 염색공방을 운영하는 장터의 바치

- 미상 : 울백 역 - 새녘족 출신의 아스달 장터에서 가장 영향력이 있는 바치두레 장

- 정재원 : 트리한 역 - 자신이 흰산족이라는 것에 대한 자부심이 강한 바치두레의 일원

- 미상 : 라임 역 - 아스대륙 출신은 아니나, 아스달 연맹인으로서 자부심을 갖고 있는 바치두레의 일원

#### 이아르크
- 정석용 : 열손 역 - 와한족 씨족장이자 탄야의 아버지

- 김호정 : 초설 역 - 와한족의 씨족어머니. 탄야의 이모

- 신주환 : 달새 역 - 와한족 최고의 전사이자 와한족 씨족장의 후계자

- 박진 : 뭉태 역 - 와한족 출신의 전사

- 양경원 : 터대 역 - 와한족 출신의 전사

- 김충길 : 북쇠 역 - 와한족 출신의 전사. 불의 성채에서 아스달의 부족들 간 대립이 있었을 당시 달새와 함께 도망친 인물

- 고나희 : 도티 역 - 와한족 출신의 어린 아이

- 신문성 : 둔지 역 - 와한족 출신 어른

- 송재룡 : 검불 역 - 와한족 출신 어른

- 박옥출 : 아가지 역 - 와한족 출신 어른

- 김비비 : 우루미 역 - 와한족 출신 어른. 탄야에게 돌매질을 가르침

#### 뇌안탈
- 유태오 : 라가즈 역 - 위대한 사냥꾼이자 은섬·사야의 아버지. 이름은 뇌안탈식 아나그램으로 '자갈'

- 문종원 : 라크느루프 역 - 뇌안탈들에게 가장 추앙받는 사냥꾼이자 추장. 이름은 뇌안탈식 아나그램으로 '푸른 칼'

- 옥고운 : 무트루브 역 - 뇌안탈 당골

- 송종호 : 이쓰루브 역 - 라크느루프를 잇는 위대한 사냥꾼이자 차세대 추장. 이름은 뇌안탈식 아나그램으로 '불씨'

- 닉쿤 : 로띱 역 (특별출연) (아역 : 최로운) - 대전쟁과 대사냥의 생존자. 이름은 뇌안탈식 아나그램으로 '빛돌'

- 장재우 : 노스나호 역

### Part.2 뒤집히는 하늘 일어나는 땅

#### 새녘족 & 대칸
- 지민 : 거매 역 - 대칸부대의 전사. 타곤의 명을 받아 가르간을 죽여 자살로 위장 시키기 위해 목을 매달던 중 뇌안탈인 이쓰루브에게 심장이 꺼내져 죽고 숲에서 발견

- 고재천 : 홍술 역 - 대칸부대의 전사

- 김정환 : 초리곤 역 - 대칸부대의 전사

- 최지원 : 나린 역 - 단벽의 어린 딸. 산웅과 단벽을 대신해 새녘족의 어라하 자리에 오름

#### 어라하
- 미상 : 초발 역 - 호피족의 어라하. 잇속만 챙기는 아사씨에 대한 불만이 가득

- 미상 : 다와 역 - 까치놀족의 어라하

- 미상 : 쿵퉁 역 - 바토족의 어라하

- 미상 : 흑갈 역 - 가라말족의 어라하

- 미상 : 보단 역 - 연달족의 어라하

#### 돌담불
- 김성철 : 잎생 역 - 아고족 출신의 돌담불 깃바닥 노예, 살아남기 위해서라면 의리도 정도 없는 준비된 배신자

- 태원석 : 바도루 역 - 캐란족 출신의 돌담불 깃바닥 노예. 캐란족 최고의 전사

- 권범택 : 올마대 역 - 아스달 출신의 돌담불 깃바닥 노예. 아스달에서 금기시되는 ‘흰산의 심장’ 장로로 활동한 전력 탓에 추포되어 돌담불로 유배되고 노예 신세가 됨

- 조병규 : 사트닉 역 - 모모족 출신의 돌담불 깃바닥 노예

- 백승익 : 차나라기 역 - 물길족 출신의 돌담불 깃바닥 노예

- 김도현 : 쇼르자긴 역 - 아스달 하호 출신으로 돌담불 관리인 골두의 수하

- 류성현 : 골두 역 - 아스달에서 파견된 돌담불 관리인. 돌담불의 우두머리. 잔인한 방법으로 노예들을 관리

- 손상경 : 거한 역 - 돌담불 소속 골두의 수하

### Part.3 아스, 그 모든 전설의 서곡

#### 흰산족
- 김설진 : 푸른거미 역

- 송건희 : 검은 혀 역

#### 바치두레
- 미상 : 감실 역

#### 어라하
- 엄지만 : 보우 역

#### 모모족
- 카라타 에리카 : 카리카 역 - 모모족의 샤바라(우두머리)

- 심은우 : 타피엔 역 - 사트닉의 부인

#### 묘씨
- 미상 : 파사 역 - 묘씨족의 씨족장

- 하준 : 타추간 역 - 거칠고 강인한 묘씨족 최고의 전사로 말보다 행동이 먼저 나가는 다혈질. 부족의 몰락을 타개하기 위한 수단으로 은섬을 지도자로 인정한 후 은섬을 도와 첫 전투인 돌담불 탈환 작전에 참가

- 배다빈 : 미루솔 역 - 유능한 묘씨족의 전사. 은섬이 폭포의 심판에서 살아남아 이나이신기로 추앙받고 부족을 이끌기 시작한 후 은섬을 도와 첫 전투인 돌담불 탈환 작전에 참가

- 미상 : 묘씨 할머니 역 - 묘씨족의 큰 어른

- 미상 : 묘씨 장로 역 - 묘씨족의 장로 중 한명. 씨족 내 중대한 문제에 결정적인 판단을 내림

- 김예슬 : 예스란 역 - 씨족장 파사의 딸. 타추간의 약혼녀

#### 태씨
- 고창석 : 테압독 역 (특별출연) - 찌질하고 무능하기 그지없는 태씨족의 씨족장

- 김정영 : 수하나 역 - 장로. 태압독의 곁에서 족장의 권위를 지켜주고, 씨족의 앞길을 헤아리는 믿음직스럽고 충직한 조언자. 뒤로는 아고족의 동태를 아스달에 몰래 보고하는 여마리(밀정)로 "붉은 발톱"이라는 암호명을 가지고 있음

- 김성진 : 태마자 역 - 태씨족의 뛰어난 실력의 전사. 은섬을 이나이신기로 인정하며 아고족 연합에 합류

- 고상호 : 태다치 역 - 돌담불에 노예로 팔려갔던 태씨족의 전사

- 정동훈 : 태니마 역 - 돌담불에 노예로 팔려갔던 태씨족의 전사

#### 술씨
- 미상 : 술씨족장 역 - 태씨족과 사이가 좋지 않은 술씨족의 씨족장

### 그 외 인물
- 최석준

- 이도국

- 아누팜

- 윤호림

- 최동구 : 쇼르자긴 수하 역

- 마성민 : 쇼르자긴 수하 역

- 연제혁

- 김상두

- 최서준

- 원웅재

- 이주영

- 이화룡

- 이광세

- 이규섭

- 안정호

- 최시훈

- 이효비

- 장현우 : 샤하티소년 역

- 임지윤 : 샤하티소녀 역

- 우용희 : 산웅 호위무사 역

- 이범훈

- 백승익 : 물길족의 차나라기 역

### 특별출연
- 지수 : 새나래 역 - 사야의 옛 첫사랑

## 촬영지
- 아스달 연대기 드라마세트장
- 냇길이소
- 상족암군립공원
- 황매산
- 반곡지
- 팡자 좋아 길 숲터널
- 포천 한탄강 현무암 협곡과 비둘기낭 폭포

## 시청률
최저 시청률과 최고 시청률은 시청률 조사회사와 지역별로 시청률에 차이가 있을 수 있습니다.
| 2019년 | 2019년   | 2019년                     | 2019년         | 2019년       | 2019년         | 2019년 |
| 회차   | 방송일   | 시즌 제목                  | AGB 시청률     | AGB 시청률   | TNmS 시청률    |        |
| 회차   | 방송일   | 시즌 제목                  | 대한민국(전국) | 수도권(서울) | 대한민국(전국) |        |
| ------ | -------- | -------------------------- | -------------- | ------------ | -------------- | ------ |
| 제1화  | 6월 1일  | 예언의 아이들              | 6.729%         | 7.736%       | 7.5%           |        |
| 제2화  | 6월 2일  | 예언의 아이들              | 7.310%         | 8.222%       | 7.4%           |        |
| 제3화  | 6월 8일  | 예언의 아이들              | 6.435%         | 6.454%       | %              |        |
| 제4화  | 6월 9일  | 예언의 아이들              | 7.705%         | 8.952%       | 7.7%           |        |
| 제5화  | 6월 15일 | 예언의 아이들              | 5.787%         | 5.955%       | %              |        |
| 제6화  | 6월 16일 | 예언의 아이들              | 7.226%         | 7.757%       | 6.2%           |        |
| 제7화  | 6월 22일 | 뒤집히는 하늘, 일어나는 땅 | 5.792%         | 6.199%       | %              |        |
| 제8화  | 6월 23일 | 뒤집히는 하늘, 일어나는 땅 | 6.496%         | 7.110%       | 6.9%           |        |
| 제9화  | 6월 29일 | 뒤집히는 하늘, 일어나는 땅 | 5.767%         | 6.408%       | 5.8%           |        |
| 제10화 | 6월 30일 | 뒤집히는 하늘, 일어나는 땅 | 6.775%         | 7.461%       | %              |        |
| 제11화 | 7월 6일  | 뒤집히는 하늘, 일어나는 땅 | 6.258%         | 7.131%       | %              |        |
| 제12화 | 7월 7일  | 뒤집히는 하늘, 일어나는 땅 | 6.771%         | 7.325%       | 6.0%           |        |
| 제13화 | 9월 7일  | 아스, 그 모든 전설의 서곡  | 6.115%         | 6.767%       | %              |        |
| 제14화 | 9월 8일  | 아스, 그 모든 전설의 서곡  | 7.200%         | 8.068%       | %              |        |
| 제15화 | 9월 14일 | 아스, 그 모든 전설의 서곡  | 4.830%         | 5.416%       | %              |        |
| 제16화 | 9월 15일 | 아스, 그 모든 전설의 서곡  | 6.924%         | 7.440%       | %              |        |
| 제17화 | 9월 21일 | 아스, 그 모든 전설의 서곡  | 6.412%         | 7.251%       | %              |        |
| 제18화 | 9월 22일 | 아스, 그 모든 전설의 서곡  | 7.373%         | 7.581%       | %              |        |
| 스페셜 | 5월 26일 | 빈칸                       | 2.290%         | 2.804%       | %              |        |

## 수상 및 후보
| 연도 | 시상식                      | 부문            | 수상작(자) | 결과 | 출처 |
| ---- | --------------------------- | --------------- | ---------- | ---- | ---- |
| 2019 | 제12회 코리아 드라마 어워즈 | 여자 우수연기상 | 김지원     | 후보 |      |

## 같이 보기
- 대한민국의 텔레비전 드라마 목록 (ㅇ)
- 2019년 대한민국의 텔레비전 드라마 목록